# Черкан

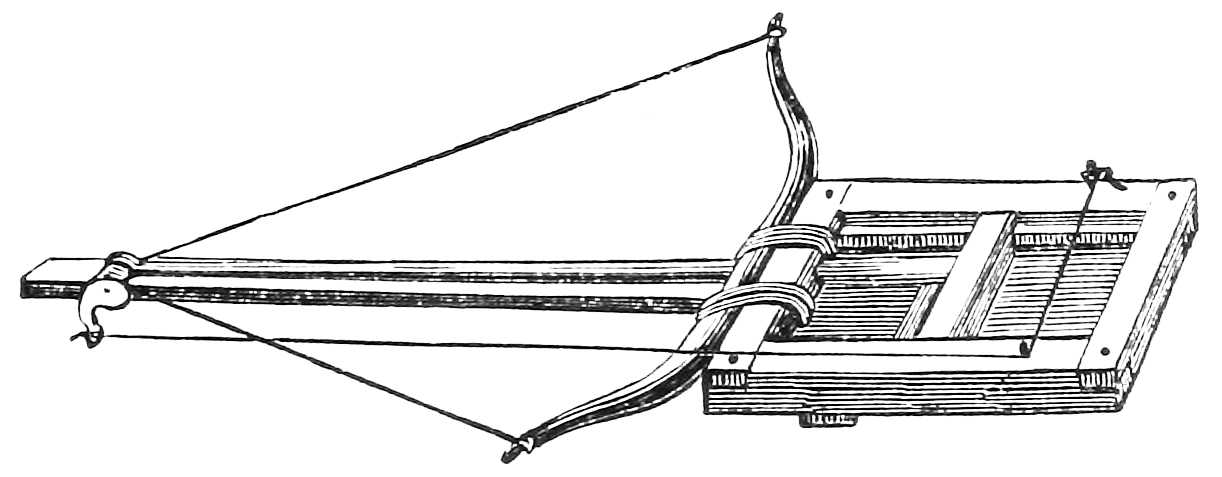
Черкан для ловли горностая, иллюстрация из книги «The boy travellers in the Russian empire» (1887 год).

Черка́н — давящий самолов для ловли пушных зверей. До второй половины XX века широко распространённый тип самоловов в Сибири и на востоке европейской части России. Черкан в основном применялся для добычи горностая. М. Д. Зверев и И. М. Залесский описывали применение черканов при промысле колонка, Г. Е. Рахманин отмечал использование черканов для добычи белки, соболя и даже корсака и лисицы. Также есть сведения и о добыче на черкан хорька и норки. Черканы устанавливаются на тропах зверьков, лазах, а также у их жилищ: нор или естественных укрытий, например, рядом с дуплом; также черканы устанавливают рядом с искусственными углублениями, где находится приманка. В настоящее время черкан практически повсеместно вытеснен капканами.

## Описание
Фотографии черканов, сделанные Сибирской этнографической экспедицией Уно Тави Сирелиуса, 1898—1900 гг.
Принцип действия всех вариантов черканов одинаков: в деревянной рамке размером 15×15 см по направляющим прорезям сверху вниз перемещается давящий Т-образный стержень (отдалённо напоминающий стрелу с лопатообразным наконечником). Его перемещение осуществляется под действием натянутого лука или (в современном варианте) витой стальной пружины. Сторожок с насторожкой соединены веревочной тягой. Лук делают из бересклета, жимолости или лиственницы. В современном варианте лук иногда делают из одного или нескольких связанных вместе стальных прутков. Пролезая между стержнем и нижней частью рамки, зверёк приводит в действие механизм черкана, и стержень прижимает его к рамке.
Преимущества черканов: устанавливается выше капканов и его реже заметает снегом; он хорошо заметен и реже теряется; давит зверька насмерть; его можно изготовить самостоятельно из подручного материала. К недостаткам этой ловушки можно отнести неудобства при транспортировке и менее разнообразные, по сравнению с капканом, способы установки.